# アウトバーン 1.1 (スイス)
アウトバーン 1.1（ドイツ語: Autobahnzweig A1.1）はスイスの高速道路の支線。A1の支線の一つで、ザンクト・ガレン州のメッゲンフスジャンクションからトゥールガウ州のボーデン湖畔の街、アルボンを結ぶ。

## 行程
- 計画段階の新規インターチェンジおよびジャンクションは含まれていない。
- 接続路線名の特記がないものはアウトバーンと基幹道路以外。

| アウトバーン 1.1の行程一覧表 | アウトバーン 1.1の行程一覧表 | アウトバーン 1.1の行程一覧表             | アウトバーン 1.1の行程一覧表 | アウトバーン 1.1の行程一覧表 |
| IC 番号                      | 施設名                       | 施設名                                   | 接続路線名                   | 州                           |
| ---------------------------- | ---------------------------- | ---------------------------------------- | ---------------------------- | ---------------------------- |
| 1                            | インターチェンジ             | アルボン＝西 Arbon West                  | 基幹道路13号線               | トゥールガウ州               |
| 2                            | インターチェンジ             | アルボン＝南 Arbon Süd                   | --                           | トゥールガウ州               |
| --                           | 終点                         | 始点 Autobahnbeginn                      | --                           | トゥールガウ州               |
| 3                            | インターチェンジ             | ロールシャッハ Rorschach                 | 基幹道路1号線 基幹道路3号線  | ザンクト・ガレン州           |
| 4                            | ジャンクション               | メッゲンフス分岐点 Verzweigung Meggenhus | アウトバーン 1 基幹道路7号線 | ザンクト・ガレン州           |